# Viktor Burić
Viktor Burić (Kraljevica, 6. rujna 1897. – 28. kolovoza 1983.), hrvatski katolički svećenik, biskup senjsko-modruški i prvi riječko-senjski nadbiskup, nadbiskup emeritus Riječko-senjske nadbiskupije. Dugogodišnji biskup riječko-senjske nadbiskupije, od 1935. do 1974. godine. 

## Životopis
Rodio se u Kraljevici. Studirao je filozofiju (1914. – 1915.) i dio teologije (1915. – 1917.) u Senju. Nastavio je studirati u Innsbrucku i Zagrebu. Za svećenika se zaredio 1920. godine. U Senju je predavao filozofiju i crkvenu povijest od 1933. do 1935. godine.
Za senjsko-modruškog biskupa postavljen je u svibnju 1935. i lipnja iste godine zaređen. Glavni posvetitelj bio je zagrebački nadbiskup Antun Bauer, a pomoćni su bili naslovni nadbiskup nadbiskup Nikopsisa Alojzije Stepinac i krčki biskup Josip Srebrnič.
Smatrajući da u Senju ne postoje uvjeti za rad bogoslovije, zatvorio je sjemenište 1940. godine. Buriću biskupu tajnik je bio Mile Bogović. 1950-ih i 1960-ih bio je glavni kokonsektrator biskupa Dragutina Nežića, nadbiskupa Josipa Pavlišića, Aleksandra Tokića, biskupa Karmela Zazinovića i nadbiskupa Jože Pogačnika. Godine 1969. zaređen je Burić za riječko-senjskog nadbiskupa. 1970. godine bio je glavni posvetitelj na ređenju biskupa Josipa Uhača. Umirovio se 1974. godine.
Vlasti NDH odlikovale su ga Redom za zasluge.
Umro je 28. kolovoza 1983. godine.

### Članci
- Akmadža, Miroslav. 2009. Odnos biskupa Riječke metropolije i jugoslavenske komunističke vlasti. Riječki teološki časopis. Riječki teološki časopis. Rijeka. 34 (2): 277–310